# 杜行福音堂
杜行福音堂位于中国上海市闵行区浦江镇杜行竹园路亭子村七队，为一座基督新教教堂，又称召楼福音堂。教堂前身为创建于1942年的全备福音堂分堂，堂址在召楼镇保南街，房产由信徒奉献，作为聚会场所。1984年5月恢复聚会，次年10月扩建，1995年登记，2002年迁入新堂。

## 开放时间
开放时间：周日 7：30—10：00  主日崇拜